# Manra (Abaiang)
Manra ist eine unbewohnte Insel, die zum Atoll Abaiang in den Gilbertinseln in der Republik Kiribati gehört.

## Geographie
Manra ist ein Motu im Westen der Riffkrone. Zusammen mit Eke und Ouba liegt die Insel in einem Gebiet mit zahlreichen Knälen, die den Zugang zwischen dem Ozean und der Abaiang Lagoon schaffen.